# Kraviće
Kraviće (izvirno srbsko Кравиће) je naselje v Srbiji, ki upravno spada pod Občino Raška; slednja pa je del Raškega upravnega okraja.

## Demografija
V naselju živi 159 polnoletnih prebivalcev, pri čemer je njihova povprečna starost 49,6 let (45,3 pri moških in 54,3 pri ženskah). Naselje ima 71 gospodinjstev, pri čemer je povprečno število članov na gospodinjstvo 2,63.
To naselje je popolnoma srbsko (glede na rezultate popisa iz leta 2002), a v času zadnjih treh popisov je opazno zmanjšanje števila prebivalcev.
|  |

| Demografija | Demografija     | Demografija     |
| Leto        | Št. prebivalcev | Št. prebivalcev |
| ----------- | --------------- | --------------- |
|             |                 |                 |
|             |                 |                 |
|             |                 |                 |
|             |                 |                 |
| 1948        | 484             |                 |
| 1953        | 548             |                 |
| 1961        | 559             |                 |
| 1971        | 492             |                 |
| 1981        | 336             |                 |
| 1991        | 232             | 232             |
| 2002        | 187             | 187             |
|             |                 |                 |

| Etnična sestava po popisu iz leta 2002 | Etnična sestava po popisu iz leta 2002 | Etnična sestava po popisu iz leta 2002 | Etnična sestava po popisu iz leta 2002 | Etnična sestava po popisu iz leta 2002 |
| -------------------------------------- | -------------------------------------- | -------------------------------------- | -------------------------------------- | -------------------------------------- |
| Srbi                                   | Srbi                                   |                                        | 187                                    | 100,0%                                 |
| Neznano                                | Neznano                                |                                        | 0                                      | 0,0%                                   |